# Джерело Святої Анни (Кременецький район)
Джерело Святої Анни — гідрологічна пам'ятка природи місцевого значення в Україні.

## Розташування
Джерело розташоване неподалік від ставка на східній околиці села Лішня Кременецького району Тернопільської області, за 100 м. від автошляху О-201721 Кременець — Стіжок — Шумськ.

## Історія
Перша історична згадка про джерело датується 1625 роком. Біля джерела стояла дерев'яна капличка у якій була фігура Св. Анни.

## Статус
Джерело оголошено об'єктом природно-заповідного фонду рішенням Тернопільської обласної ради від 21 серпня 2000 року № 187. Перебуває у віданні сільськогосподарського виробничого кооперативу «Біла криниця» Кременецького району.
Під охороною — джерело підземних вод, що має водорегулююче, оздоровче, естетичне та історичне значення.

## Легенди
За легендою, якщо в нього тричі зануритися з головою, будеш здоровим протягом року.

## Галерея

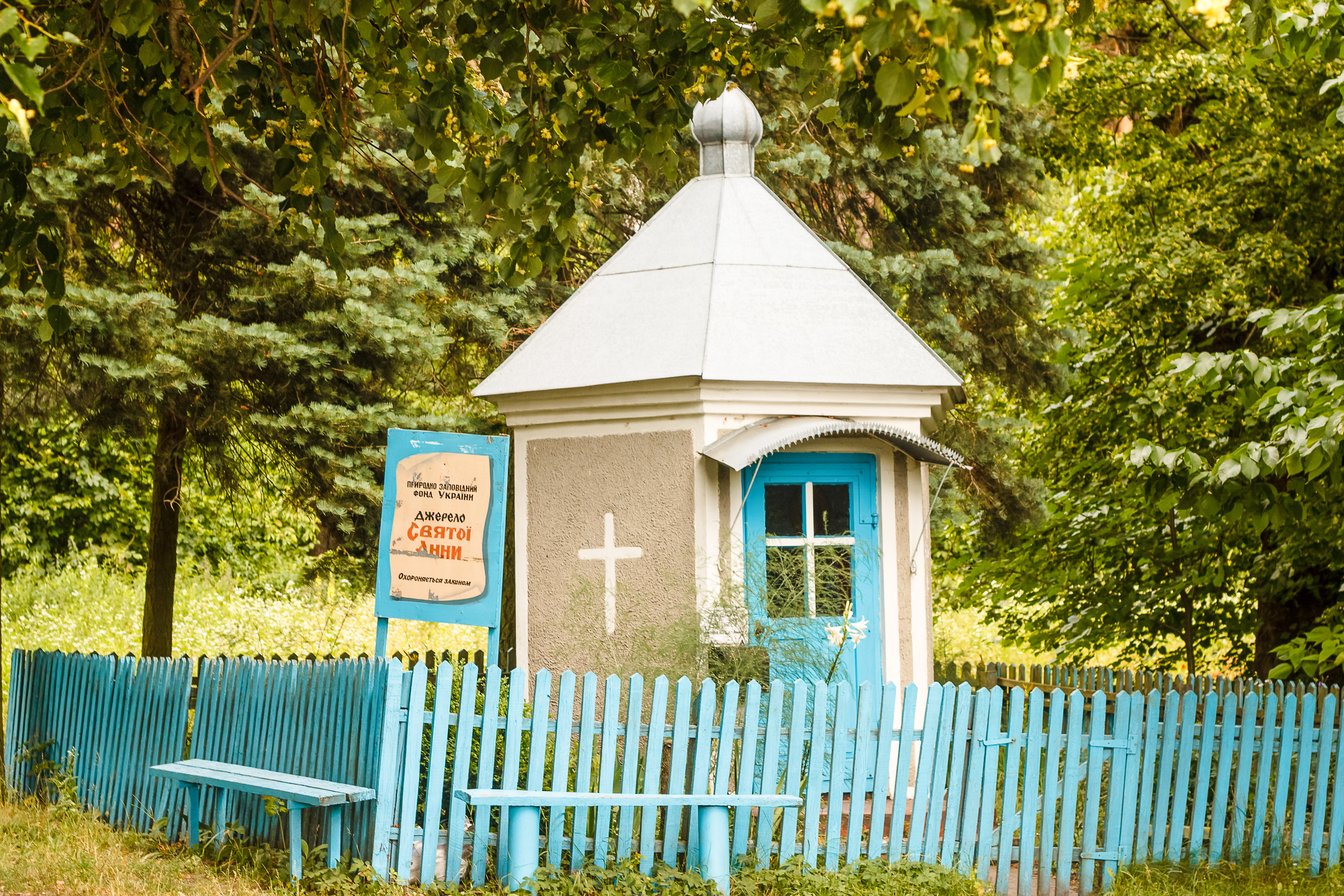
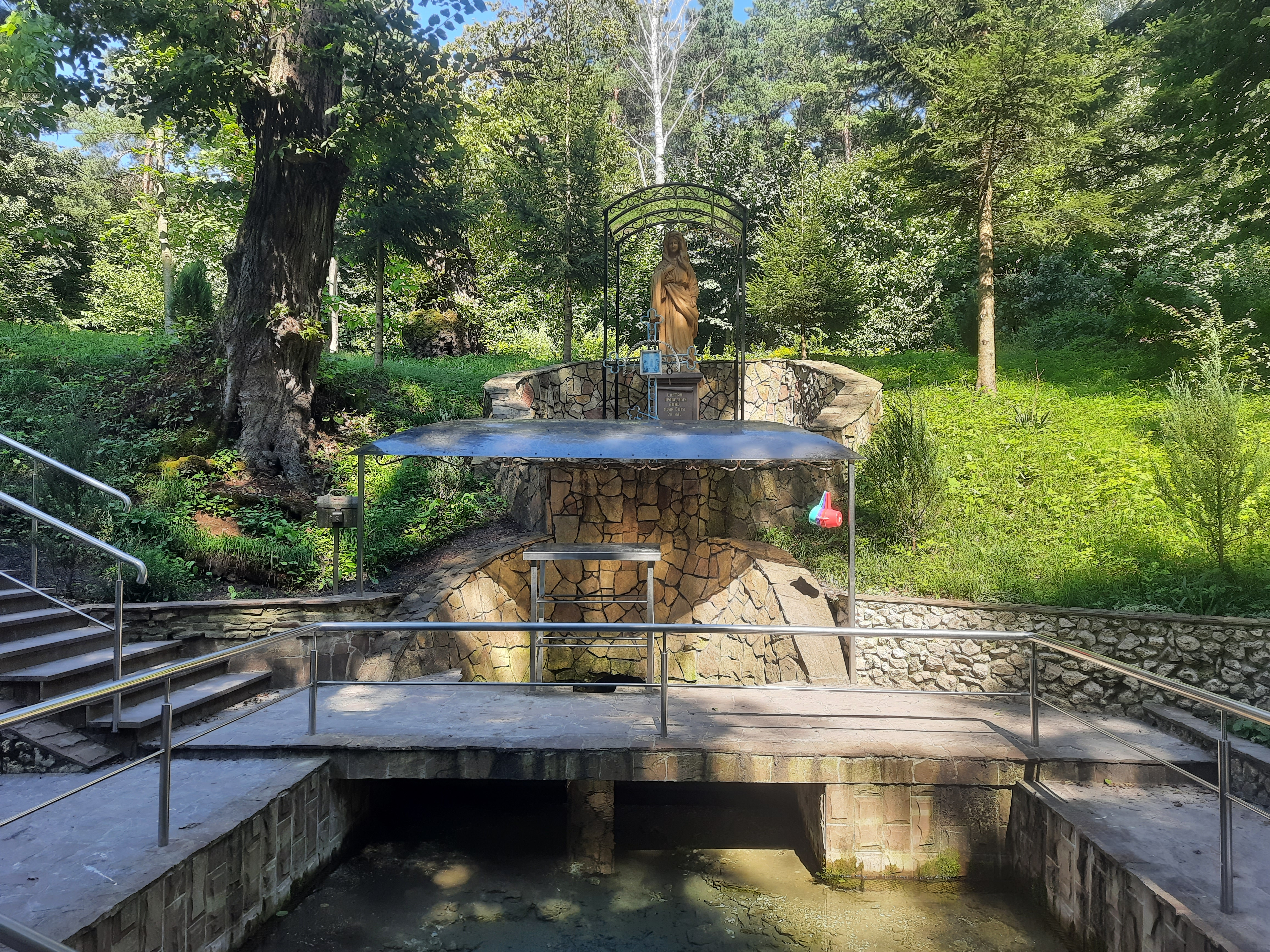
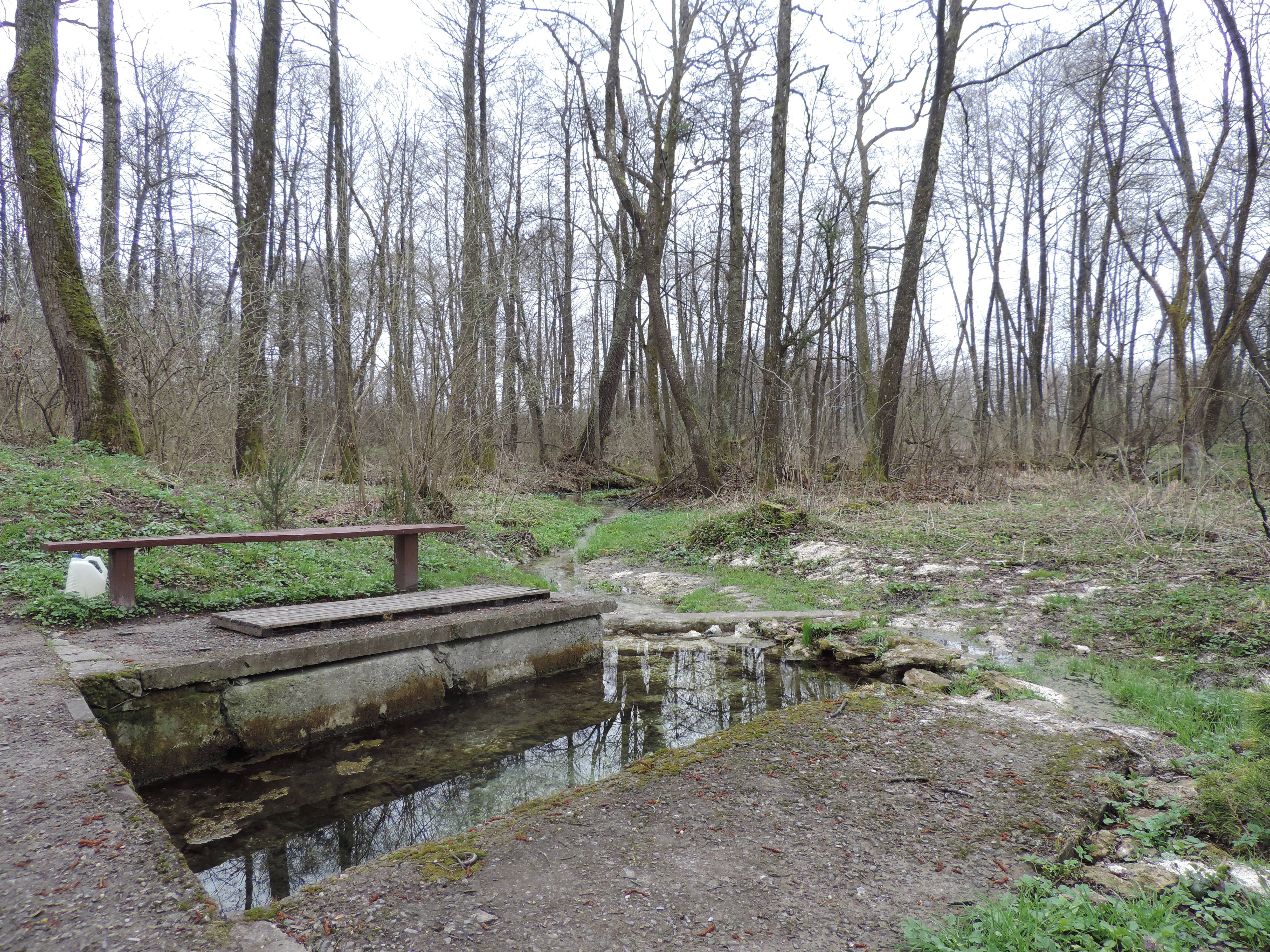
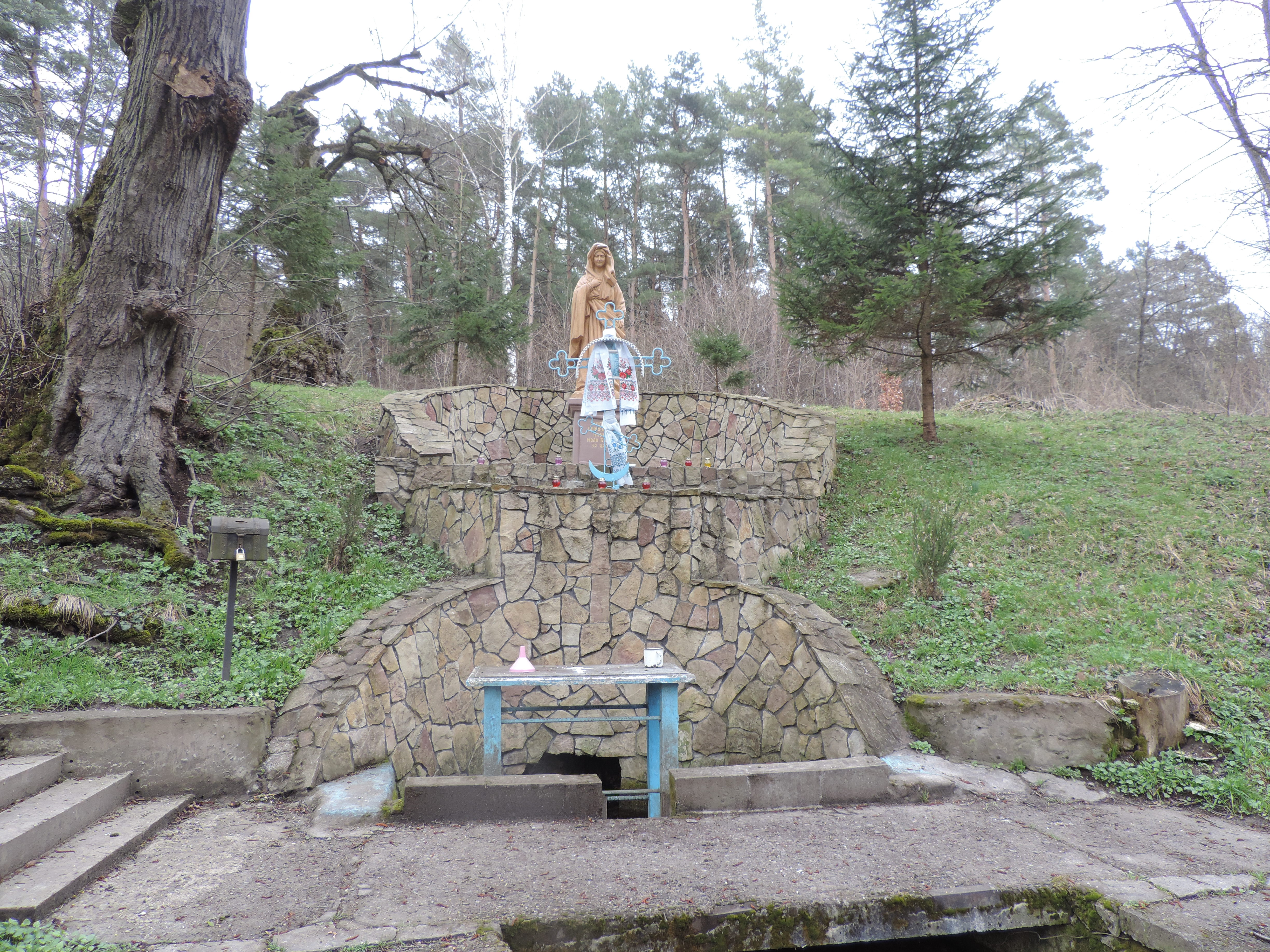